# Liste der Bodendenkmäler in Mellrichstadt
Auf dieser Seite sind die Bodendenkmäler in der unterfränkischen Gemeinde Mellrichstadt zusammengestellt. Diese Tabelle ist eine Teilliste der Liste der Bodendenkmäler in Bayern. Grundlage ist die Bayerische Denkmalliste, die auf Basis des Bayerischen Denkmalschutzgesetzes vom 1. Oktober 1973 erstmals erstellt wurde und seither durch das Bayerische Landesamt für Denkmalpflege geführt wird. Die folgenden Angaben ersetzen nicht die rechtsverbindliche Auskunft der Denkmalschutzbehörde.

## Bodendenkmäler in Mellrichstadt

### Bodendenkmäler in der Gemarkung Bahra
| Lage                      | Objekt | Akten-Nr.     | Bild |
| ------------------------- | --- | ------------- | ---- |
| Kirchplatz 10 (Standort)  | Archäologische Befunde des Mittelalters und der frühen Neuzeit im Bereich der Evang. Kirche; Mehrere Baudenkmäler darüberliegend | D-6-5627-0165 |      |
| Am Silberhof 2 (Standort) | Siedlung des Neolithikums; Baudenkmal D-6-73-142-82 liegt teilweise im Gebiet                                                    | D-6-5627-0166 |      |

### Bodendenkmäler in der Gemarkung Eußenhausen
| Lage                                                                               | Objekt | Akten-Nr.     | Bild |
| ---------------------------------------------------------------------------------- | --- | ------------- | ---- |
| Tal nördlich von Eußenhausen (Standort)                                            | Mittelalterliche bis frühneuzeitliche Wüstung „Ellenbach“ mit Kirchenruine (Baudenkmal D-6-73-142-112) | D-6-5527-0026 |      |
| Gipfel der Hohen Schule zwischen Eußenhausen und Völkershausen (Standort)          | Höhensiedlung der Hallstattzeit und der Latènezeit, Abschnittsbefestigung vorgeschichtlicher und frühmittelalterlicher Zeitstellung sowie wohl zugehörige Abschnittsbefestigungen im Vorfeld der Hohen Schule; mehrere räumlich getrennte Teile; Teile auch auf Stockheimer und Völkershäuser Gemarkung | D-6-5527-0027 |      |
| Östlich der Harleshöhe östlich von Eußenhausen (Standort)                          | Bestattungsplatz mit verebnetem Grabhügel vorgeschichtlicher Zeitstellung | D-6-5527-0029 |      |
| Kirchstraße 6 (Standort)                                                           | Archäologische Befunde des Mittelalters und der frühen Neuzeit im Bereich der Kath. Kirche (Baudenkmal D-6-73-142-106) | D-6-5527-0143 |      |
| Auf einem Bergsporn des Ellenbacher Berges Richtung Thüringen (Standort)           | Sternschanze der frühen Neuzeit. | D-6-5528-0003 |      |
| Westlich und östlich der St2245 direkt an der Landesgrenze zu Thüringen (Standort) | Schanzanlage der frühen Neuzeit mehrere räumlich getrennte Teile | D-6-5528-0004 |      |

### Bodendenkmäler in der Gemarkung Frickenhausen
| Lage                                                                        | Objekt | Akten-Nr.     | Bild |
| --------------------------------------------------------------------------- | --- | ------------- | ---- |
| Nördlich der Kurve der St2292 nordwestlich von Frickenhausen (Standort)     | Siedlung des Spätneolithikums und der jüngeren Latènezeit.                                                             | D-6-5527-0013 |      |
| Hügel unmittelbar nördlich von Frickenhausen (Standort)                     | Mittelalterlicher Burgstall; Mehrere Baudenkmäler darüberliegend                                                       | D-6-5527-0030 |      |
| Am Kirchberg 2 (Standort)                                                   | Archäologische Befunde des Mittelalters und der frühen Neuzeit im Bereich der Kath. Kirche (Baudenkmal D-6-73-142-114) | D-6-5527-0145 |      |
| Im westlichen Teil des Waldgebietes „Hofholz“ südlich der NES 23 (Standort) | Bestattungsplatz mit Grabhügeln vorgeschichtlicher Zeitstellung.                                                       | D-6-5527-0171 |      |

### Bodendenkmäler in der Gemarkung Mellrichstadt
| Lage       | Objekt                                                                                            | Akten-Nr.     | Bild |
| ---------- | ------------------------------------------------------------------------------------------------- | ------------- | ---- |
| (Standort) | Siedlung des jüngeren Neolithikums, der älteren und jüngeren Latènezeit, der römischen Kaiserzeit | D-6-5527-0015 |      |
| (Standort) | Bestattungsplatz mit verebneten Grabhügeln vorgeschichtlicher Zeitstellung                        | D-6-5527-0016 |      |
| (Standort) | Siedlung der späten Hallstatt- und frühen Latènezeit.                                             | D-6-5527-0018 |      |
| (Standort) | Siedlung der Linearbandkeramik.                                                                   | D-6-5527-0020 |      |
| (Standort) | Archäologische Befunde des Mittelalters und der frühen Neuzeit im Bereich der Kath. Kirche        | D-6-5527-0023 |      |
| (Standort) | Bestattungsplatz mit Grabhügeln vorgeschichtlicher Zeitstellung und Bestattungen                  | D-6-5527-0024 |      |
| (Standort) | Untertägige Teile von Baubefunden, vermutlich der Kapellenwüstung St. Laurentius                  | D-6-5527-0025 |      |
| (Standort) | Untertägige Teile von Baubefunden, vermutlich der Kapellenwüstung St. Laurentius                  | D-6-5527-0027 |      |
| (Standort) | Siedlung der Hallstattzeit.                                                                       | D-6-5527-0098 |      |
| (Standort) | Siedlung der Linearbandkeramik, der Urnenfelderzeit, der Hallstattzeit                            | D-6-5527-0106 |      |
| (Standort) | Archäologische Befunde des Mittelalters und der frühen Neuzeit im Bereich der Altstadt            | D-6-5527-0127 |      |
| (Standort) | Archäologische Befunde des hohen und späten Mittelalters im Bereich der Stadtbefestigung          | D-6-5527-0128 |      |
| (Standort) | Archäologische Befunde des Mittelalters und der frühen Neuzeit                                    | D-6-5527-0129 |      |
| (Standort) | Archäologische Befunde des Mittelalters und der frühen Neuzeit im Bereich der Kath. Kirche        | D-6-5527-0130 |      |
| (Standort) | Archäologische Befunde des Mittelalters und der frühen Neuzeit im Bereich der Kath. Kirche        | D-6-5527-0131 |      |
| (Standort) | Archäologische Befunde des Mittelalters und der frühen Neuzeit                                    | D-6-5527-0132 |      |
| (Standort) | Archäologische Befunde der Neuzeit im Bereich der Anna-Stift-Kapelle bei Mellrichstadt.           | D-6-5527-0133 |      |
| (Standort) | Archäologische Befunde im Bereich des hoch- bis spätmittelalterlichen „Galgenturms“               | D-6-5527-0140 |      |
| (Standort) | Archäologische Befunde im Bereich des hoch- bis spätmittelalterlichen „Sulesturmes“               | D-6-5527-0141 |      |

### Bodendenkmäler in den Gemarkungen Mellrichstadt und Sondheim
| Lage       | Objekt                                                             | Akten-Nr.     | Bild |
| ---------- | ------------------------------------------------------------------ | ------------- | ---- |
| (Standort) | Bestattungsplatz der Schnurkeramik und Siedlung der Hallstattzeit. | D-6-5528-0021 |      |

### Bodendenkmäler in der Gemarkung Mühlfeld
| Lage       | Objekt                                                                                      | Akten-Nr.     | Bild |
| ---------- | ------------------------------------------------------------------------------------------- | ------------- | ---- |
| (Standort) | Siedlung der Linearbandkeramik.                                                             | D-6-5528-0013 |      |
| (Standort) | Siedlung der Linearbandkeramik.                                                             | D-6-5528-0018 |      |
| (Standort) | Archäologische Befunde des Mittelalters und der frühen Neuzeit im Bereich der Evang. Kirche | D-6-5528-0023 |      |
| (Standort) | Archäologische Befunde des Mittelalters und der frühen Neuzeit im Bereich des Schlosses     | D-6-5528-0024 |      |

### Bodendenkmäler in der Gemarkung Roßrieth
| Lage       | Objekt                                                                                      | Akten-Nr.     | Bild |
| ---------- | ------------------------------------------------------------------------------------------- | ------------- | ---- |
| (Standort) | Archäologische Befunde, darunter solche von mittelalterlichen Vorgängeranlagen              | D-6-5528-0027 |      |
| (Standort) | Archäologische Befunde des Mittelalters und der frühen Neuzeit im Bereich der Evang. Kirche | D-6-5528-0028 |      |
| (Standort) | Bestattungsplatz mit Grabhügeln vorgeschichtlicher Zeitstellung.                            | D-6-5528-0032 |      |

### Bodendenkmäler in der Gemarkung Sondheim
| Lage       | Objekt                                                                                      | Akten-Nr.     | Bild |
| ---------- | ------------------------------------------------------------------------------------------- | ------------- | ---- |
| (Standort) | Siedlung der Linearbandkeramik sowie Grabenanlagen vorgeschichtlicher Zeitstellung.         | D-6-5528-0005 |      |
| (Standort) | Siedlung der Linearbandkeramik.                                                             | D-6-5528-0006 |      |
| (Standort) | Bestattungsplatz mit Grabhügeln vorgeschichtlicher Zeitstellung.                            | D-6-5528-0007 |      |
| (Standort) | Siedlung des Mittelneolithikums.                                                            | D-6-5528-0010 |      |
| (Standort) | Siedlung der Urnenfelderzeit, der jüngeren Latènezeit und der römischen Kaiserzeit.         | D-6-5528-0011 |      |
| (Standort) | Siedlung der Hallstattzeit und der älteren Latènezeit.                                      | D-6-5528-0019 |      |
| (Standort) | Siedlung der Hallstattzeit.                                                                 | D-6-5528-0020 |      |
| (Standort) | Archäologische Befunde des Mittelalters und der frühen Neuzeit im Bereich der Evang. Kirche | D-6-5528-0030 |      |